# Оссолинский, Александр Мацей
Александр Мацей Оссолинский (1725 — 21 января 1804, Рудка) — польский граф, староста дрохичинский (1757—1774), соколовский, солеювский и мшоновский, мечник великий литовский (1775—1789), кавалер орденов Святого Станислава (1775) и Белого орла (1777).

## Биография
Представитель польского магнатского рода Оссолинских герба «Топор». Второй сын каштеляна гостыньского Яна Станислава Оссолинского (1689—1770) и Людвики Залуской (ум. после 1758). Брат — староста сулеювский Антоний Оссолинский (ум. перед 1788).
Его двоюродный брат Юзеф Кантий Оссолинский по просьбе своего отца Франтишека Максимилиана Оссолинского в 1759 году передал Александру Мацею имение Рудка с окрестностями. От своего отца Александр Мацей Оссолинский унаследовал имения Мокободы и Вышкув.
В 1739 году юный Александр Мацей Оссолинский был отправлен родителями в Люневиль (Лотарингия), к своему родному дяде, герцогу и пэру Франции Франтишеку Максимилиану Оссолинскому. В Люневиле он стал любимцем Франтишека Максимилиана, который ласково называл его Олесь. После возвращения на родину в 1742 году поселился в отцовских имениях и вскоре получил во владение дрохичинское староство. Избрал своей резиденцией имение Рудка, в которой в 1763 году реконструировал старый дворец Оссолинских. В 1788 году завершил строительство приходского костёла в Вышкуве.
В 1764 году стал членом конфедерации Чарторыйских и был избран послом на конвокационный сейм от Дрохичинской земли. После избрания Станислава Августа Понятовского Александр Оссолинский получил от него несколько должностей в Подляшье, где принимал участие в земских сеймиках. В 1766 году был избран послом от Дрохичинской земли на сейм Чаплица. В 1775 году стал кавалером Ордена Святого Станислава. В том же 1775 году получил должность мечника великого литовского. 8 октября 1777 года был награждён орденом Белого Орла.

## Семья
Александр Мацей Оссолинский был дважды женат. В 1752 году женился первым браком на Кунегунде Домбской (1726—1753), от брака с которой детей не имел.
9 сентября 1757 года вторично женился на Бенедикте Антонине де Левендаль (1735—1778), дочери Ульриха Фридриха Вольдемара де Левендаля (1700—1755), маршала Франции, и Барбары Шембек (1705—1768). Дети:
- Ян Онуфрий Оссолинский (1760—1812), староста дрохичинский
- Юзеф Каетан Оссолинский (1764—1834), староста сандомирский, каштелян подляшский, сенатор-воевода Царства Польского
- Анна Оссолинская (1759—1843), 1-й муж с 1774 года воевода подляшский Юзеф Салезий Оссолинский (ум. 1789), 2-й муж с 1782 года обозный великий коронный Казимир Красинский (1725—1802).